# Jindo
Cet article concerne l'île coréenne. Pour la race de chien, voir Jindo coréen.
Jindo ou Chin-do est la troisième plus grande île de la péninsule Coréenne. Elle est située en mer du Japon, dans le district de Jindo   dont elle constitue la majorité du territoire, dans la province de Jeolla du Sud en Corée du Sud. Sa côte nord-ouest borde la mer Jaune.
Jindo est connue étant le lieu d'origine de la race jindo coréen, race de chien à la taille moyenne et à la fourrure claire.